# Твърда научна фантастика
Твърда научна фантастика (на английски: Hard science fiction) е подстил на научната фантастика, който набляга на техническите детайли, на научната точност. Терминът е използван за първи път през 1957 г. в статия на Петер Милър. По-късно, през 70-те години се появява и „мека научна фантастика“, вероятно като аналогия на „твърда научна фантастика“.
Твърдостта представлява силно застъпване на материално-базираните науки като физика, астрофизика, астрономия, химия. Историите с инженерна насоченост също се класифицират като „твърда научна фантастика“, въпреки че работата с техника не е наука. Много често се припокрива с космическата фантастика.

## Представителни творби
- The Star – Артър Кларк, 1956, Награда Хюго за най-добър разказ
- Nine Lives – Урсула Ле Гуин, 1969, Награда Небюла за най-добра кратка повест
- Beggars in Spain – Нанси Крес, 1991, Хюго и Небюла за най-добра повест
- Червеният Марс – Ким Робинсън, 1993, BSFA и Небюла за най-добър роман